# Championnat de Slovaquie de football 1941-1942
Navigation
Saison suivante Saison suivante
La saison 1941-1942 du Championnat de République slovaque de football est la quatrième édition du championnat de première division en République slovaque. Les douze meilleurs clubs du pays se retrouvent au sein d'une poule unique où les formations s'affrontent deux fois, à domicile et à l'extérieur. À l'issue du championnat, les deux derniers du classement sont relégués et remplacés par les deux meilleurs clubs de deuxième division.
C'est le club du SK Bratislava, double tenant du titre, qui termine à nouveau en tête du classement du championnat, avec deux points d'avance sur le FC Vrutky. C'est le 3e titre de champion de République slovaque de l'histoire du club.

## Les clubs participants
| - AC Považská Bystrica - SK Bratislava - MSK Zilina - TSS Trnava - TTS Trencin - FC Vrutky | - AC Svit Batizovce - Promu de II. Liga - SK Slavia Presov - AC Spišská Nová Ves - ASO Bratislava - Promu de II. Liga - VAS Bratislava - MFK Ruzomberok |

## Compétition

### Classement
Le barème utilisé pour établir le classement est le suivant :
- Victoire : 2 points
- Match nul : 1 point
- Défaite : 0 point

| Rang | Équipe                | Pts | J  | G  | N | P  | Bp | Bc | Diff |
| ---- | --------------------- | --- | -- | -- | - | -- | -- | -- | ---- |
| 1    | SK Bratislava (T)     | 31  | 22 | 13 | 5 | 4  | 82 | 35 | +47  |
| 2    | FC Vrutky             | 29  | 22 | 13 | 3 | 6  | 62 | 42 | +20  |
| 3    | MSK Zilina            | 24  | 22 | 10 | 4 | 8  | 57 | 44 | +13  |
| 4    | AC Svit Batizovce (P) | 24  | 22 | 9  | 6 | 7  | 49 | 40 | +9   |
| 5    | AC Považská Bystrica  | 23  | 22 | 9  | 5 | 8  | 52 | 41 | +11  |
| 6    | TTS Trencin           | 23  | 22 | 9  | 5 | 8  | 44 | 51 | -7   |
| 7    | TSS Trnava            | 22  | 22 | 9  | 4 | 9  | 47 | 48 | -1   |
| 8    | VAS Bratislava        | 21  | 22 | 9  | 3 | 10 | 46 | 61 | -15  |
| 9    | MFK Ruzomberok        | 19  | 22 | 8  | 3 | 11 | 51 | 56 | -5   |
| 10   | SK Slavia Presov      | 19  | 22 | 7  | 5 | 10 | 50 | 58 | -8   |
| 11   | AC Spišská Nová Ves   | 15  | 22 | 5  | 5 | 12 | 28 | 62 | -34  |
| 12   | ASO Bratislava (P)    | 14  | 22 | 5  | 4 | 13 | 39 | 69 | -30  |

|  | Champion de République slovaque 1941-1942            |
|  | Relégation directe en deuxième division              |
|  | (T) Tenant du titre (P) : Promu de deuxième division |

## Bilan de la saison
| Championnat de République slovaque de football 1941-1942 |                          |
| Champion                                                 | SK Bratislava (3e titre) |
| Coupes et trophées                                       |                          |
| Vainqueur de la Coupe de République slovaque 1941-1942   | Non disputée             |
| Promotions et relégations                                |                          |
| Promus en I. Liga                                        | HG Simonovany            |
| Promus en I. Liga                                        | OAP Bratislava           |
| Relégués en II. Liga                                     | AC Spišská Nová Ves      |
| Relégués en II. Liga                                     | ASO Bratislava           |